# سفری‌کام
سفری‌کام، (به انگلیسی: Safaricom) شرکت مخابراتی کنیایی است، که در زمینه ارائه خدمات خطوط تلفن ثابت، شبکه تلفن همراه، اینترنت و پهنای باند فعالیت می‌کند.
شرکت سفری‌کام در سال ۱۹۹۷ بعنوان زیرمجموعه‌ای از شرکت تلکام کنیا راه‌اندازی شد. در سال ۲۰۰۰ شرکت وودافون اقدام به خریداری ۴۰٪ درصد از سهام این شرکت نمود.
دفتر مرکزی این شرکت در شهر نایروبی، کنیا قرار دارد و سهام آن در بازار بورس نایروبی معامله می‌شود.